# Thomas Baltzar
Thomas Baltzar, né vers 1631 à Lübeck et mort le 24 juillet 1663 à Londres, est un violoniste et compositeur allemand.

## Biographie
Ses père, grand-père et arrière-grand-père sont musiciens. Selon Samuel Hartlib[réf. souhaitée], le compositeur et violoniste Johann Schop serait l'un des pédagogues du jeune musicien. Puis Baltzar aurait appris le violon avec Gregor Zuber et la composition avec Franz Tunder. Lui et son jeune frère auraient également reçu l'enseignement du violoniste et compositeur Nicolaus Bleyer.
En 1653, Baltzar est en poste à l'ambassade du Saint-Empire romain germanique en Suède. Il y aurait rencontré les musiciens accompagnant la mission du membre du Parlement d'Angleterre Bulstrode Whitelocke auprès de Christine de Suède et aurait pris la décision d'émigrer en Angleterre en 1655, abandonnant son nouveau poste de Ratslutenist à Lübeck. Il serait toutefois retourné dans sa ville natale pendant une courte période, peu après l'abdication de Christine de Suède en juin 1654.
Baltzar arrive en Angleterre sous les acclamations. Lors de la soirée du 4 mars 1656, il joue du violon à la résidence du pamphlétaire et écrivain Roger L'Estrange à laquelle assiste John Evelyn. Celui-ci dernier consigne l'évènement dans son journal.
En septembre 1656, Baltzar est l'un des musiciens qui soutiennent à Londres la création du premier opéra en Angleterre, The Siege of Rhodes.
Deux ans après et selon le biographe et antiquaire Anthony Wood[réf. souhaitée], Baltzar sert comme musicien privé au service de Sir Anthony Cope à la Hanwell House à Banbury. Wood qui l'entend en concert à Oxford fait part de son « grand étonnement » devant les talents du compositeur germanique.
Le 23 décembre 1661, Baltzar entre au service du Roi Charles II d'Angleterre comme membre de l'ensemble privé du monarque percevant un salaire annuel de 110 livres sterling, une très forte somme pour l'époque.
Selon Wood, les tendances à la boisson du compositeur auraient causé sa mort. Il est enterré dans le cloître de l'abbaye de Westminster le 27 juillet 1663

## Œuvres
Parmi les œuvres du compositeur qui ont survécu, il faut citer une pièce en do majeur qui pourrait être la plus ancienne suite pour trois violons de l'histoire de la musique, une pièce virtuose requérant une maîtrise parfaite de la technique instrumentale.
- Pour violon seul (Division violin, éd. Playford, Londres 1685) : 
  - Two Preludes
  - Allemande

## Sources

### Source de traduction
- (en) Cet article est partiellement ou en totalité issu de l’article de Wikipédia en anglais intitulé « Thomas Baltzar » (voir la liste des auteurs).